# Johan (album)
Johan is het eerste album van de Nederlandse band Johan. Het is uitgebracht op 4 november 1996 en opgenomen in de lente van 1996 in de S.S.E. Studio in Amsterdam. Het album is gemixt in de herfst van 1996 in Galaxy, Mol (België). Het album is geproduceerd door Frans Hagenaars.
In juni 1997 is het album uitgebracht op het SpinArt platenlabel in Amerika.
Het nummer "Everybody Knows" werd een klein hitje in Nederland en stond enkele weken in de Mega top 100.

## Tracklist
1. Everybody Knows
2. Not Funny Anymore (It's)
3. Back In School
4. Payment
5. 5 O' Clock (It's)
6. Easy (It's)
7. Suffer Baby
8. Life On Mars
9. December
10. Porneaux
11. Swing
12. He's Not There
13. Brown Mice